# Operacja Kedem
Operacja Kedem (hebr. מבצע קדם, Miwca Kedem) – izraelska operacja wojskowa przeprowadzona podczas I wojny izraelsko-arabskiej w dniach 16-17 lipca 1948 roku przeciwko jordańskiej armii i arabskim milicjom. Operacja była prowadzona w Jerozolimie. Celem operacji było zajęcie arabskich osiedli Wschodniej Jerozolimy, ze szczególnym naciskiem na Stare Miasto. Izraelczycy ponieśli porażkę i wstrzymali dalsze działania militarne w tym obszarze.

## Tło wydarzeń
W maju 1948 roku w Palestynie rozpoczęła się I wojna izraelsko-arabska, która była kontynuacją wojny domowej w Mandacie Palestyny (1947–1948). Na froncie centralnym uwaga wszystkich walczących stron koncentrowała się na mieście Jerozolima. Na samym początku wojny, w dniu 15 maja do dawnego Mandatu Palestyny wkroczył jordański Legion Arabski. Część jego sił przystąpiła do serii bitew o Jerozolimę. Gdy Arabowie zdołali zablokować żydowską komunikację w rejonie Latrun sytuacja społeczności żydowskiej w Jerozolimie stała się bardzo ciężka. Zapasy żywności, lekarstw, wody, a także uzbrojenia i amunicji, zaczęły gwałtownie maleć. Wszystkie izraelskie operacje zmierzające do zdobycia Latrun zakończyły się taktyczną i strategiczną klęską Izraelczyków. Jedynym sukcesem było otworzenie Drogi Birmańskiej, którą dostarczano zaopatrzenie do Jerozolimy.
W okresie od 11 czerwca do 8 lipca 1948 roku w Palestynie obowiązywał pierwszy rozejm. W okresie tym zdołano dostarczyć do Jerozolimy duże ilości zaopatrzenia, broni i amunicji. Dzięki tym posiłkom zmieniła się równowaga sił w mieście. Teraz strona żydowska posiadała w wielu dzielnicach przewagę. Sytuację tę pragnęły wykorzystać żydowskie organizacje paramilitarne Irgun i Lechi, które tylko w rejonie Jerozolimy nie były jeszcze włączone w struktury Sił Obronnych Izraela i mogły prowadzić wiele niezależnych działań militarnych. Planowały one przeprowadzenie operacji Kedem w celu zajęcia arabskich osiedli we Wschodniej Jerozolimie. Szczególnie ważnym było odzyskanie utraconego Starego Miasta Jerozolimy.
Zawieszenie broni zostało zerwane 8 lipca 1948 roku przez Egipcjan, którzy zajęli kilka ważnych strategicznie punktów na pustyni Negew. Przedstawiciele Irgunu spotkali się z dowodzącym obroną Jerozolimy Dawidem Sze’alti’elem i zaproponowali niezwłoczne rozpoczęcie ataku na Stare Miasto. Sze’alti’el zdołał przekonać ich do opóźnienia ataku i zaproponował Irgunowi zajęcie arabskiej wioski al-Malha, co odciągnęłoby uwagę jordańskiego dowództwa od Starego Miasta. Tymczasem izraelskie dowództwo wydało rozkaz do rozpoczęcia operacji Danny (10-18 lipca). Wymusiło to na Jordańczykach skupienie większości swoich sił w obszarze wokół Latrun. Pozostałe siły jordańskie podjęły próbę zajęcia żydowskich osiedli położonych w północnej części Jerozolimy. Doszło wówczas do bitwy o Bramę Mandelbauma (9-19 lipca), która zakończyła się taktycznym patem. Jordański Legion Arabski cierpiał na bardzo duże braki zaopatrzenia w amunicję, co w znacznym stopniu zmniejszało jego zdolności operacyjne. Stwarzało to dogodne warunki do rozpoczęcia operacji Kedem. Preludium walk rozpoczęło się w dniu 14 lipca 1948, gdy żołnierze żydowskiej organizacji paramilitarnej Irgun zaatakowali arabską wieś al-Malha położoną na zachód od Jerozolimy. Kilka godzin później Arabowie przeprowadzili kontratak umacniając swoje pozycje. Wówczas siły Irgunu wsparli żołnierze Palmach, wchodzący w skład Brygady „Ecjoni”. Po ciężkich walkach zajęli oni wieś w dniu 15 lipca, jednak walki trwały jeszcze przez następny dzień. Irgun utracił 17 zabitych i wielu rannych. Działania te pokazały, że Irgun nie jest zdolny przeprowadzić skuteczne samodzielne działania i musi opierać się na wsparciu militarnym Sił Obronnych Izraela. Opracowano więc wspólny plan działania. Plan przewidywał, że siły Irgunu dowodzone przez Jehudę Lapidota zaatakują Stare Miasto poprzez Bramę Nową, a siły Lehi miały przekroczyć mury Starego Miasta pomiędzy Bramą Nową a Bramą Jafy. Razem miały one opanować Dzielnicę chrześcijańską i nacierać na Dzielnicę muzułmańską. Natomiast od południa poprzez Bramę Dawida i Bramę Gnojną miał nacierać batalion Brygady „Ecjoni”. Miał on zająć Dzielnicę ormiańską i ruiny Dzielnicy żydowskiej, a następnie kontynuować natarcie na dzielnicę muzułmańską i Wzgórze Świątynne.

## Układ sił

### Siły arabskie
Rejonu Starego Miasta Jerozolimy bronili arabscy ochotnicy wspierani przez regularnych żołnierzy jordańskiego Legionu Arabskiego.

### Siły żydowskie
Do przeprowadzenia operacji Kedem wyznaczono 62 Batalion Brygady „Ecjoni”, oraz siły żydowskich organizacji paramilitarnych Irgun i Lehi. Całością operacji dowodził Dawid Sze’alti’el.

## Przebieg operacji
Operacja miała rozpocząć się w piątek 16 lipca 1948, o godzinie 20:00 wieczorem. Wystąpiły jednak opóźnienia organizacyjne i godzinę rozpoczęcia przekładano najpierw na 23:00, potem na północ i ostatecznie rozpoczęła się o 2:30 w nocy. Sytuację tę wykorzystali Jordańczycy, których punkty obserwacyjne zdołały wykryć koncentrację sił Brygady „Ecjoni” i o zmierzchu artyleria rozpoczęła ostrzał pozycji położonych na południe od Starego Miasta. W odpowiedzi Izraelczycy otworzyli ogień z moździerza Dawidka (kaliber broni 7,62 mm), wystrzeliwując w ciągu kilku godzin 600 pocisków o wadze 40 kg. Wystrzelono także dziesiątki tysięcy pocisków z karabinów maszynowych, jednak stracono element zaskoczenia.
Siły Irgunu zdołały przebić się przez Bramę Nową i wkroczyły do dzielnicy chrześcijańskiej Starego Miasta. Jednak pozostałe drużyny nie zdołały osiągnąć swoich celów i utknęły pod ogniem przeciwnika. Z tego powodu o godzinie 5:45 rano, Dawid Sze’alti’el był zmuszony wydać rozkaz zaprzestania natarcia i wycofania żołnierzy.

## Reakcje i następstwa
Operacja Kedem zakończyła się porażką Izraelczyków. W jej wyniku Stare Miasto Jerozolimy pozostało w rękach Jordańczyków do 1967 roku, natomiast całe miasto zostało podzielone na sektor żydowski (Zachodnia Jerozolima) i arabski (Wschodnia Jerozolima).